# 阿图尔·马里亚诺
阿图尔·諾里·親川·馬里亞諾（葡萄牙語：Arthur Nory Oyakawa Mariano，1993年9月18日—），生於聖保羅州坎皮納斯，為日本裔巴西人，巴西男子競技體操運動員，曾參加2016年夏季奧林匹克運動會，獲得自由體操－銅牌（第三名）。

## 個人生活
與其他軍事運動員一樣，阿圖爾參加了2008年創建的武裝部隊高性能運動員計劃，因為他是該計劃的一部分，他獲得了巴西空軍下士的稱號。這個稱號是一種榮譽，與軍事實踐無關。在實踐中，運動員接受為期45天的軍事訓練、每月補助金（約3,200巴西雷亞爾）、醫療保險以及使用陸軍、海軍或空軍設施的權利。
2021年10月28日，阿圖爾在Instagram中透露，他與廣播媒體營銷分析師若昂·奧塔維奧·塔索建立了同性伴侶關係。

## 外部連結
- 阿图尔·马里亚诺的Instagram帳戶